# 1843 (numero)
Milleottocentoquarantatré (1843) è il numero naturale dopo il 1842 e prima del 1844.

## Proprietà matematiche
- È un numero dispari.
- È un numero composto da 4 divisori: 1, 19, 97, 1843
- È un numero semiprimo.
- È un numero omirpimes in quanto anche qualora scritto al contrario, ovvero 3481 = 592 è semiprimo.
- È un numero palindromo e un numero ondulante nel sistema posizionale a base 13 (ABA) e in quello a base 14 (959).
- È un numero nontotiente in quanto dispari e diverso da 1.
- È un numero intero privo di quadrati.
- È un numero odioso.
- È parte delle terne pitagoriche (1235, 1368, 1843), (1843, 4524, 4885), (1843, 17460, 17557), (1843, 89376, 89395), (1843, 1698324, 1698325).

## Astronomia
- 1843 Jarmila è un asteroide della fascia principale del sistema solare

## Astronautica
- Cosmos 1843 è un satellite artificiale russo.